# Crystal Lakes (Missouri)
Crystal Lakes é uma cidade localizada no estado americano de Missouri, no Condado de Ray.

## Demografia
Segundo o censo americano de 2000, a sua população era de 383 habitantes.
Em 2006, foi estimada uma população de 418, um aumento de 35 (9.1%).

## Geografia
De acordo com o United States Census Bureau tem uma área de
3,2 km², dos quais 2,6 km² cobertos por terra e 0,6 km² cobertos por água.

## Localidades na vizinhança
O diagrama seguinte representa as localidades num raio de 12 km ao redor de Crystal Lakes.